# Babiana ringens
Babiana ringens är en irisväxtart som först beskrevs av Carl von Linné, och fick sitt nu gällande namn av Ker Gawl. Babiana ringens ingår i släktet Babiana och familjen irisväxter. Inga underarter finns listade i Catalogue of Life.